# Condado de Real
El condado de Real es uno de los 254 condados del Estado estadounidense de Texas. La sede del condado es Leakey, al igual que su mayor ciudad. El condado tiene un área de 1.813 km² (de los cuales 0 km² están cubiertos por agua) y una población de 3.047 habitantes, para una densidad de población de 2 hab/km² (según censo nacional de 2000). Este condado fue fundado en 1913.

## Demografía
Según el censo de 2000, había 3.047 personas, 1.245 cabezas de familia, y 869 familias residiendo en el condado. La densidad de población era de 4 habitantes por milla cuadrada.
La composición racial del condado era:
- 91,40% blancos
- 0,20% negros o negros americanos
- 0,62% nativos americanos
- 0,20% asiáticos
- 0,03% isleños
- 6,01% otras razas
- 1,54% de dos o más razas.

Había 1.245 cabezas de familia, de las cuales el 26,50% tenían menores de 18 años viviendo con ellas, el 58,40% eran parejas casadas viviendo juntas, el 7,60% eran mujeres cabeza de familia monoparental (sin cónyuge), y 30,20% no eran familias.
El tamaño promedio de una familia era de 2,88 miembros.
En el condado el 23,40% de la población tenía menos de 18 años, el 5,40% tenía de 18 a 24 años, el 21,50% tenía de 25 a 44, el 28,80% de 45 a 64, y el 20,80% eran mayores de 65 años. La edad promedio era de 45 años. Por cada 100 mujeres había 97,90 hombres. Por cada 100 mujeres mayores de 18 años había 95,70 hombres.

## Economía
Los ingresos medios de un cabeza de familia del condado eran de USD $25.118 y los ingresos medios familiares eran de $29.839. Los hombres tenían unos ingresos medios de $21.076 frente a $18.352 de las mujeres. El ingreso per cápita del condado era de $14.321. El 17,40% de las familias y el 21,20% de la población estaban por debajo de la línea de pobreza. Del total de personas en esta situación, el 30,60% tenían menos de 18 años y el 15,00% tenían 65 años o más.